# Bettina von Arnim
Bettina von Arnim, wcześniej Bettina Brentano (ur. 4 kwietnia 1785 we Frankfurcie nad Menem, zm. 20 stycznia 1859 w Berlinie) – niemiecka pisarka. Tworzyła parapamiętniki. Występowała na rzecz zniesienia ucisku Polaków, emancypacji kobiet i szerzenia oświaty wśród ludu. Była siostrą Clemensa Brentano i żoną Ludwiga Achima von Arnima, poetów niemieckich. Debiutowała tomem Korespondencja Goethego z dzieckiem (1835), zestawiając autentyczne listy poety i listy wymyślone przez siebie.
Jej podobizna widniała na banknocie niemieckim o nominale 5 marek.

## Życiorys
Była córką Maximiliane von La Roche, po mężu Brentano i  Petera Antona Brentano. Jej matka zmarła bardzo wcześnie, bo w wieku 37 lat, po urodzeniu dwanaściorga dzieci. Po jej śmierci opiekę nad siedmiorgiem najmłodszych, w tym Bettiną i jej ukochanym bratem Clemensem, przejęła babcia – Sophie von La Roche. Babka opiekowała się nimi do momentu znalezienia dla nich odpowiednich szkół z internatem. Brentano uczyła się od babci, a także poznawała w jej domu uczonych, pisarzy, artystów, niemieckich jakobinów, francuskich emigrantów. W 1811 roku Bettina Brentano poślubiła Achima von Arnim. Para doczekała się siedmiorga dzieci. W ich domu często kłócono się o pieniądze, o dzieci i ich wychowanie, a także o to, gdzie mają w przyszłości jako rodzina mieszkać. W 1831 zmarł jej mąż. Po śmierci męża Bettina von Arnim postanawia zacząć życie od nowa, jak napisała o niej Christa Wolf. W trzynaście lat napisała pięć książek. Zaczęła przyjaźnić się z Caroline Schelling i Dorotheą Schlegel, braćmi Grimm, Alexandrem von Humboldt, Rahel Varnhagen i jej mężem Karlem Augustem.
Była podejrzana o sprzyjanie komunizmowi oraz że jej książka Das Armenbuch, wydana w 1844 roku była jedną z przyczyn wybuchu powstania powstania tkaczy śląskich. Bettina opisała w niej trudną sytuację tkaczy, których zarobki nie wystarczały na życie. Dwa miesiące po wydaniu książki wybuchło powstanie, a Bettina została skazana na 2 miesiące więzienia. Zakazano rozpowszechniania jej książki.  Była zwolenniczką Młodych Niemców. Założyła nawet swoje wydawnictwo pod nazwiskiem męża.
Zmarła 20 stycznia 1859 w Berlinie.

### Przeżywanie doznań miłosnych
Jej głód deklaracji miłości był nienasycony, ale nie tylko Goethe, także jej przyjaciółka, Karoline von Günderrode i wreszcie ukochany brat, Clemens, którego poznała dopiero w 1802 czuli w sobie brak miłości. Jej trzy książki opisują jej historię, historię miłości, relacje, jakich doświadczyła w kontaktach z bratem, przyjaciółką i poetą, Johannem Wolfgangem: 
- Goethes Briefwechsel mit einem Kinde (1835)
- Die Günderrode (1839)
- Clemens Brentanos Frühlingskranz (1844)

## Galeria

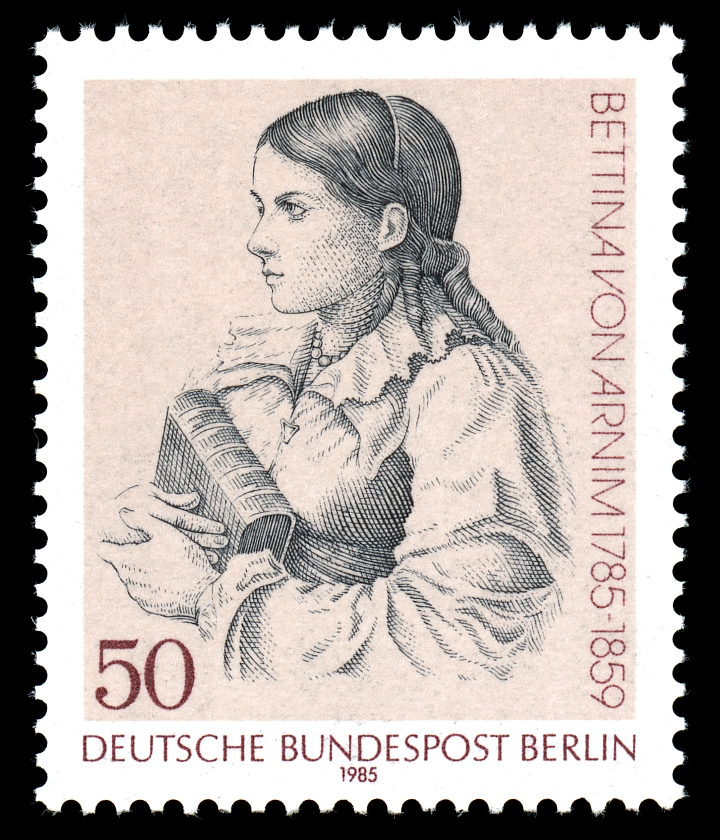
Portret na znaczku pocztowym Berlina Zachodniego z 1985
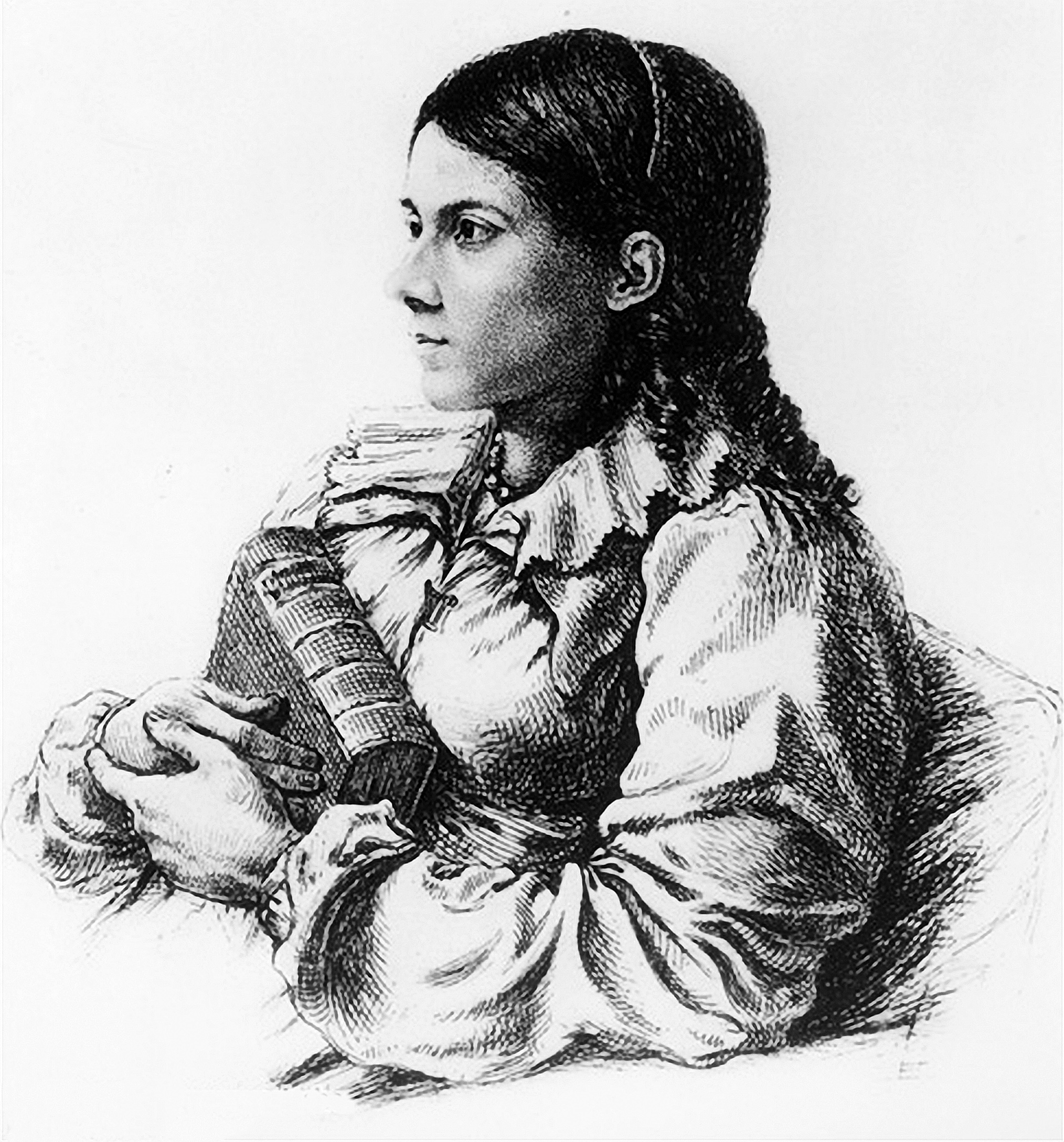
Bettina von Arnim narysowana przez Ludwiga Emila Grimma
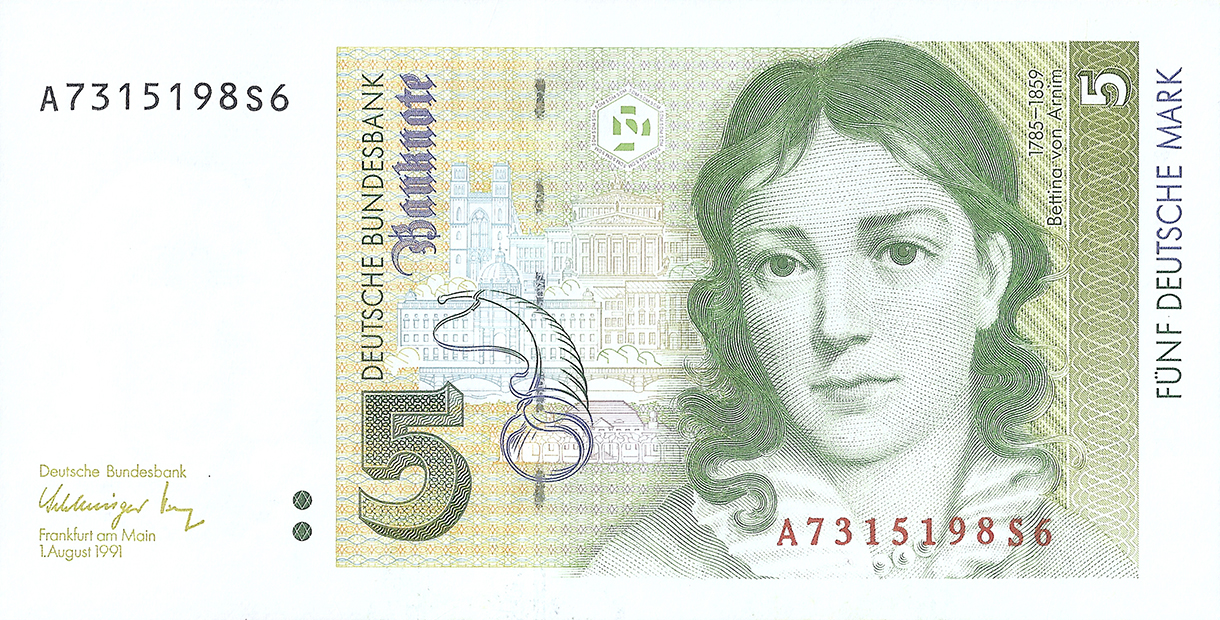
Niemiecki banknot 5-markowy
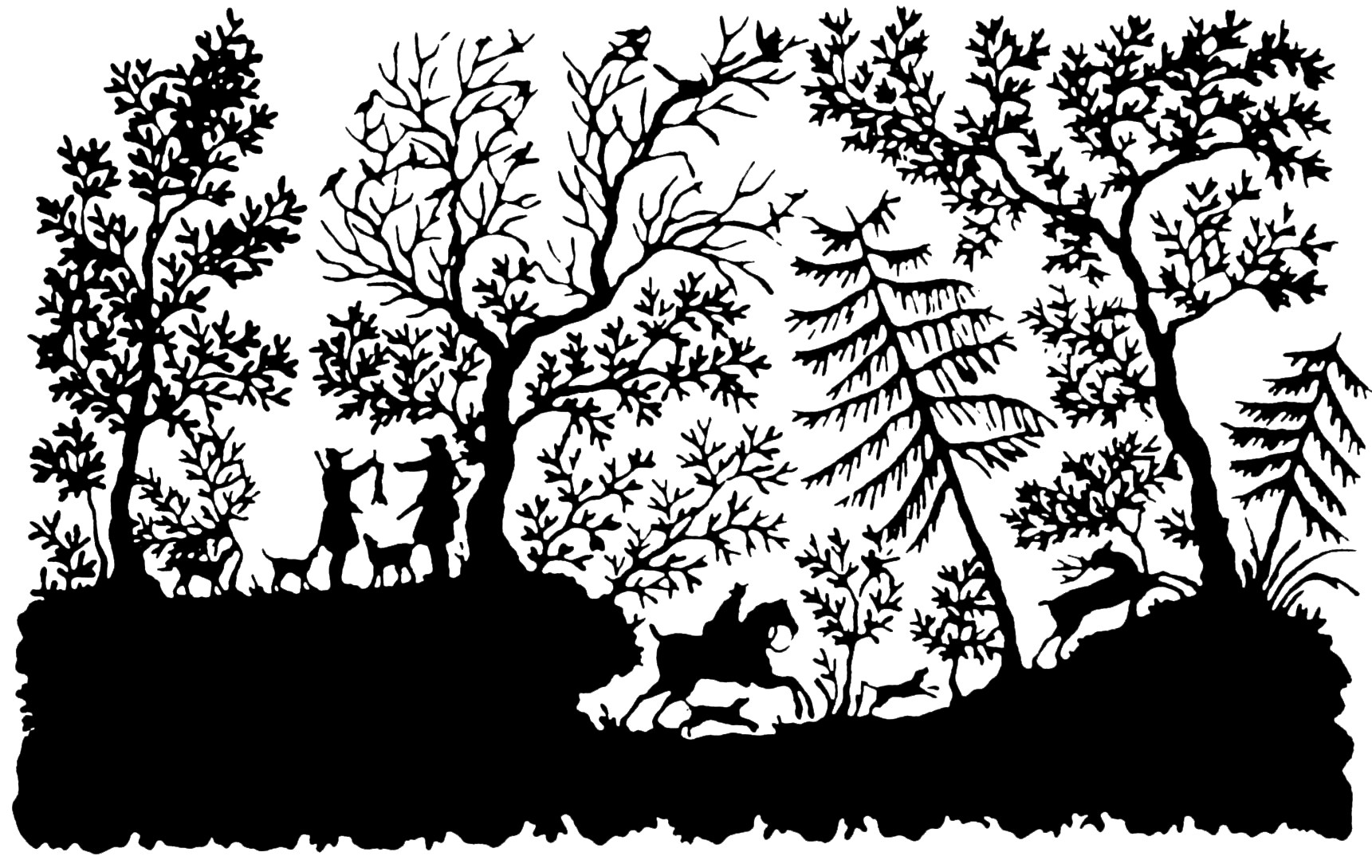
Wycinanka „Scena myśliwska” autorstwa Bettiny von Arnim